# Швеція на літніх Олімпійських іграх 1996
Швеція на літніх Олімпійських іграх 1996 року була представлена 177 спортсменами (111 чоловіків та 66 жінок), які взяли участь у 22 видах спорту. Наймолодшим учасником збірної стала 14-річна стрибунка у воду Ганна Ліндберг, найдосвідченішим — 62-літній стрілець Рагнар Сканокер. В Атланті Швеція завоювала 8 медалей (2 золоті, 4 срібні та 2 бронзові).

## Медалісти
| Швеція на Олімпіаді 1996 року в Атланті | Швеція на Олімпіаді 1996 року в Атланті | Швеція на Олімпіаді 1996 року в Атланті | Швеція на Олімпіаді 1996 року в Атланті     | Швеція на Олімпіаді 1996 року в Атланті |
| Медаль                                  | Спортсмен | Вид спорту                              | Дисципліна                                  | Результат                               |
| --------------------------------------- | --- | --------------------------------------- | ------------------------------------------- | --------------------------------------- |
| Золото                                  | Людмила Енквіст | Легка атлетика                          | 100 м з бар'єрами, жінки                    | 12.58                                   |
| Золото                                  | Агнета Андерссон Сусанне Гуннарссон | Веслування на байдарках та каное        | Жінки, каное-двійки, 500 метрів             | 1:39.329                                |
| Срібло                                  | Магнус Андерссон Роберт Андерссон Пер Карлен Мартін Френдеше Ерік Гаяс Роберт Гедін Андреас Ларссон Ула Ліндгрен Стефан Левгрен Матс Ульссон Стаффан Ульссон Юган Петерссон Томас Сівертссон Томас Свенссон П'єрр Торссон Магнус Вісландер | Гандбол                                 | Чоловіки                                    |                                         |
| Срібло                                  | Магнус Петерссон | Стрільба з лука                         | Чоловіки, особиста першість                 |                                         |
| Срібло                                  | Ларс Фреландер Андерс Гольмертц Андерс Люрбрінг Крістер Валлін | Плавання                                | Естафета 4 × 200 м, вольний стиль, чоловіки | 7.17,56                                 |
| Срібло                                  | Боббі Логсе Ганс Валлен | Вітрильний спорт                        | Зоряний, двомісна кільова яхта, чоловіки    |                                         |
| Бронза                                  | Агнета Андерссон Інгела Ерікссон Анна Ульссон Сусанне Росенквіст | Веслування на байдарках та каное        | Жінки, каное-четвірки, 500 метрів           | 1:32.917                                |
| Бронза                                  | Мікаель Юнгберг | Боротьба                                | Греко-римська боротьба — 100 кг, чоловіки   |                                         |